# Pióropusze
Pióropusze – drugi album studyjny polskiej piosenkarki Sarsy. Został wydany 26 maja 2017 nakładem wytwórni Universal Music Polska. Wokalistka jest autorką wszystkich tekstów oraz muzyki.
Album uplasował się na 19. pozycji listy sprzedaży OLiS, osiągając status złotej płyty.
Pierwszym singlem promującym album został utwór „Bronię się”, który znalazł się na 26. miejscu na liście najczęściej odtwarzanych piosenek w polskich radiostacjach. Na dzień 4 lutego 2018 piosenka ma ponad 17 milionów wyświetleń w serwisie YouTube. Drugi singiel „Volta” ukazał się 14 czerwca 2017 i promował film Juliusza Machulskiego o tym samym tytule. Utwór znalazł się na 17. miejscu na liście AirPlay - Top. 18 października ukazał się trzeci singiel „Motyle i ćmy”, który dotarł do 18. miejsca listy AirPlay - Top. 9 maja ukazał się czwarty i ostatni singiel „Pióropusze”.

## Lista utworów
Opracowano na podstawie materiału źródłowego.

### Wersja standardowa
| Nr                      | Tytuł          | Tekst      | Muzyka                                    | Czas |
| ----------------------- | -------------- | ---------- | ----------------------------------------- | ---- |
| 1.                      | "Bronię się"   | Sarsa      | Sarsa, Stevce Manovski                    | 3:07 |
| 2.                      | "Volta"        | Sarsa      | Sarsa, Paweł Smakulski                    | 2:56 |
| 3.                      | "Motyle i ćmy" | Sarsa      | Sarsa, Markus Goranson, Johannes Lindsmyr | 4:15 |
| 4.                      | "Ty niebo"     | Sarsa      | Sarsa, Paweł Smakulski                    | 3:17 |
| 5.                      | "Ucieka"       | Sarsa      | Sarsa, Paul Whalley                       | 2:32 |
| 6.                      | "Rah Bronx"    | Sarsa      | Sarsa, Paweł Smakulski                    | 2:43 |
| 7.                      | "Nie tańcz"    | Sarsa, VNM | Sarsa, VNM                                | 3:21 |
| 8.                      | "Pióropusze"   | Sarsa      | Sarsa, Bartosz Dziedzic                   | 4:08 |
| 9.                      | "Oh Say"       | Sarsa      | Sarsa                                     | 4:24 |
| 10.                     | "Hey You"      | Sarsa      | Sarsa                                     | 3:48 |
| 11.                     | "Egoizm"       | Sarsa      | Sarsa, Bartłomiej 'B.Melo' Skoraczewski   | 3:01 |
| 12.                     | "Furia Outro"  | Sarsa      | Sarsa, Paweł Smakulski                    | 2:21 |
| Całkowita długość 39:53 |                |            |                                           |      |

### Edycja specjalna dla Empiku
| Nr  | Tytuł    | Tekst | Muzyka                                    | Czas |
| --- | -------- | ----- | ----------------------------------------- | ---- |
| 13. | "Dust"   | Sarsa | Sarsa                                     |      |
| 14. | "Photo"  | Sarsa | Sarsa, Markus Goranson, Johannes Lindsmyr | 4:15 |
| 15. | "Dzielę" | Sarsa | Sarsa                                     | 3:57 |